# Maison, 6 rue Felix-Mathé
La maison, 6 rue Felix-Mathé est située à Moulins (France).

## Localisation
La maison est située sur la commune de Moulins, dans le département de l'Allier, en région Auvergne-Rhône-Alpes.

## Description
Les maisons de ce quartier présentent leurs façades sur la rue Félix Mathé, dans un même alignement et selon une ordonnance où interviennent divers éléments : hauteur limitée à un étage ; parement de briques rouges à décor losangé de briques noires ; régularité de la disposition des ouvertures, à l'encadrement appareillé en harpe ; angles arrondis, à chaînage de bossages.

## Historique
La maison est inscrite partiellement au titre des monuments historiques par arrêté du 30 janvier 1973.

## Protection
Éléments protégés : les façades et toitures (y compris la façade en retour sur la rue du Porteau). 

## Galerie

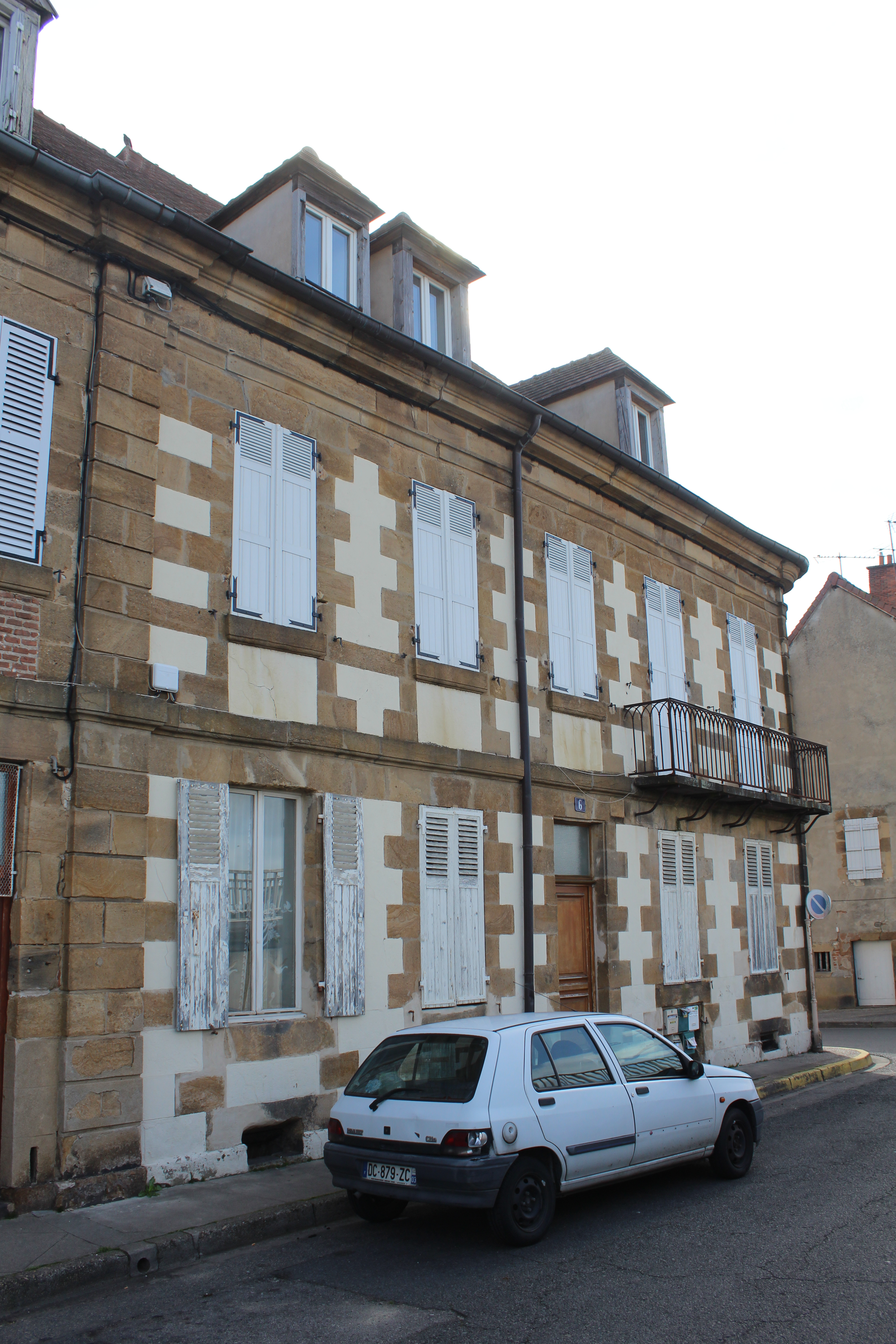
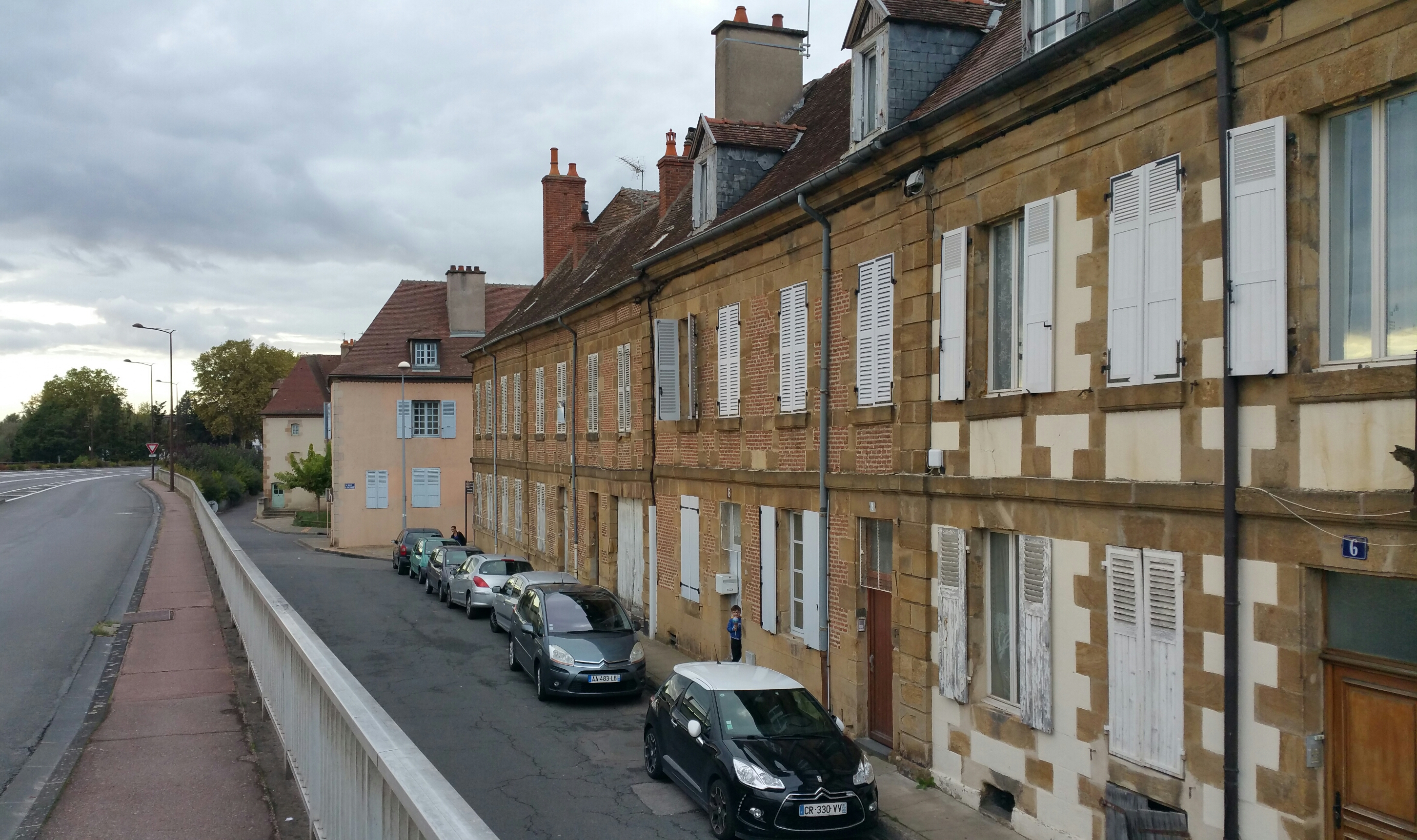
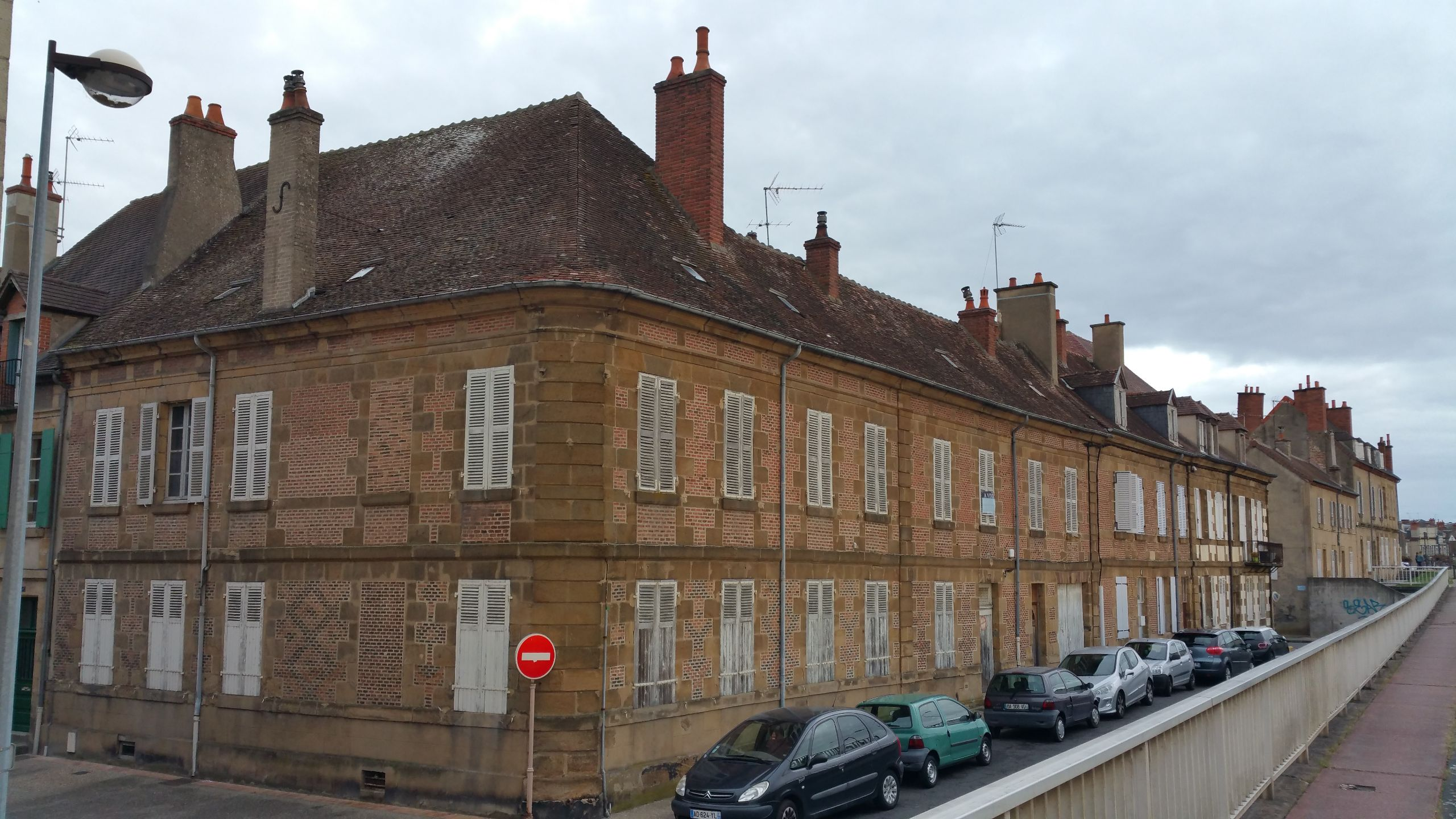